# فتیش لاتکس

پرچم افتخار پلاستیکی‌پوشی که با پرچم لاستیکی‌پوشی نیز شناخته شده‌است. این پرچم نشانه‌ای است که توسط جوامع یادگارخواه در زمینهٔ پلاستیک و لاستیک استفاده می‌شود. طراحی آن در سال ۱۹۹۴ توسط Peter Tolos و Scott Moats صورت گرفت.

علاقه‌مندی جنسی به پوشاک پلاستیکی (به انگلیسی: rubber fetishism) یا علاقه‌مندی به لباس لاستیکی با جذابیت جنسی (به انگلیسی: latex fetishism) کششی از نوع یادگارخواهی به افرادی است که پوشاک پلاستیکی می‌پوشند. لباسهایی با جنس پی‌وی‌سی (به انگلیسی: PVC fetishism) ارتباط نزدیکی با پوشاک پلاستیکی دارد.
لباسهای پلاستیکی در این زمینه همان‌طور که از نامشان پیداست از پلاستیک ساخته شده‌اند، کمتر براق هستند و ضخامت بیشتری دارند.
پی‌وی‌سی گاهی با دیگر پوشاک براق و چرمی -که خود یادگارخواهی به مواد محسوب می‌شود- اشتباه گرفته می‌شود. افرادی که با لباسهای پلاستیکی یا لاستیکی برانگیخته می‌شوند، گاه خودشان را با اصطلاح پلاستیکی‌پوش یا rubberist می‌شناسند. مردان همجنسگرای پلاستیکی‌پوش در مواقعی خود را با اصطلاح مرد پلاستیکی‌پوش یا rubberman شناسایی می‌کنند.
اصطلاحات پی‌وی‌سی، وینیل و پلی‌اورتان توسط خرده‌فروشان این پوشاک بکار می‌رود.

## انگیزه‌های علاقه‌مندان
یک دلیل اینکه چرا لباسهای پلاستیکی و نظایر آنها، باعث جذب افراد یادگارخواه شود ممکن است این باشد که این لباسها مثل پوست دوم به حساب می‌آید و همچون جانشین پوست افراد عمل می‌کند؛ بنابراین شخصی که این لباسها را می‌پوشد، ممکن است برای بینندگان شخصی برهنه به حساب آید یا کسی که ساده و بی‌آلایش خود را با پوشاکی براق پوشانده‌است. لباس‌های پلاستیکی همچنین ممکن است به شکل براق و/با رنگ‌های روشن همراه با تحریکات بصری بیشتر تولید شوند تا موجب جذابیت بیشتری شوند. سختی این پوشاک ممکن است به عنوان نوعی از خفت‌بندی به‌شمار آید. بوی لباسهای پلاستیکی نیز گاهی موجب برانگیختگی جنسی افراد یادگارخواه می‌شود. این مدل از لباسها معمولاً با مواد شیمیایی همراه است تا موجب تحریک بیشتری شود. بعضی از افراد علاقه‌مند به این نوعِ یادگارخواهی از تصور عورت‌نمایی و فانتزی‌هایی راجع به بیرون رفتن به شکل عمومی با این لباسها لذت می‌برند. عده‌ای از افراد در مناطق آزادی‌خواه، به شکل عمومی با لباسهای پلاستیکی ظاهر می‌شوند. از دیگر دلایلی که باعث می‌شود افراد با لباسهای پلاستیکی تحریک شوند، این است که آنها به این شکل می‌توانند موجب تنوع و تحول در ظاهر خود شوند. همچون دیگر اَشکال لباس پوشیدن، شخص علاقه‌مند به پوشاک پلاستیکی می‌تواند خود را با هویتی جدید بازیابی کند. این لباسها به افراد اجازه می‌دهد که بر اساس قواعدی متفاوت رفتار کنند.

## اعمال افراد در یادگارخواهی

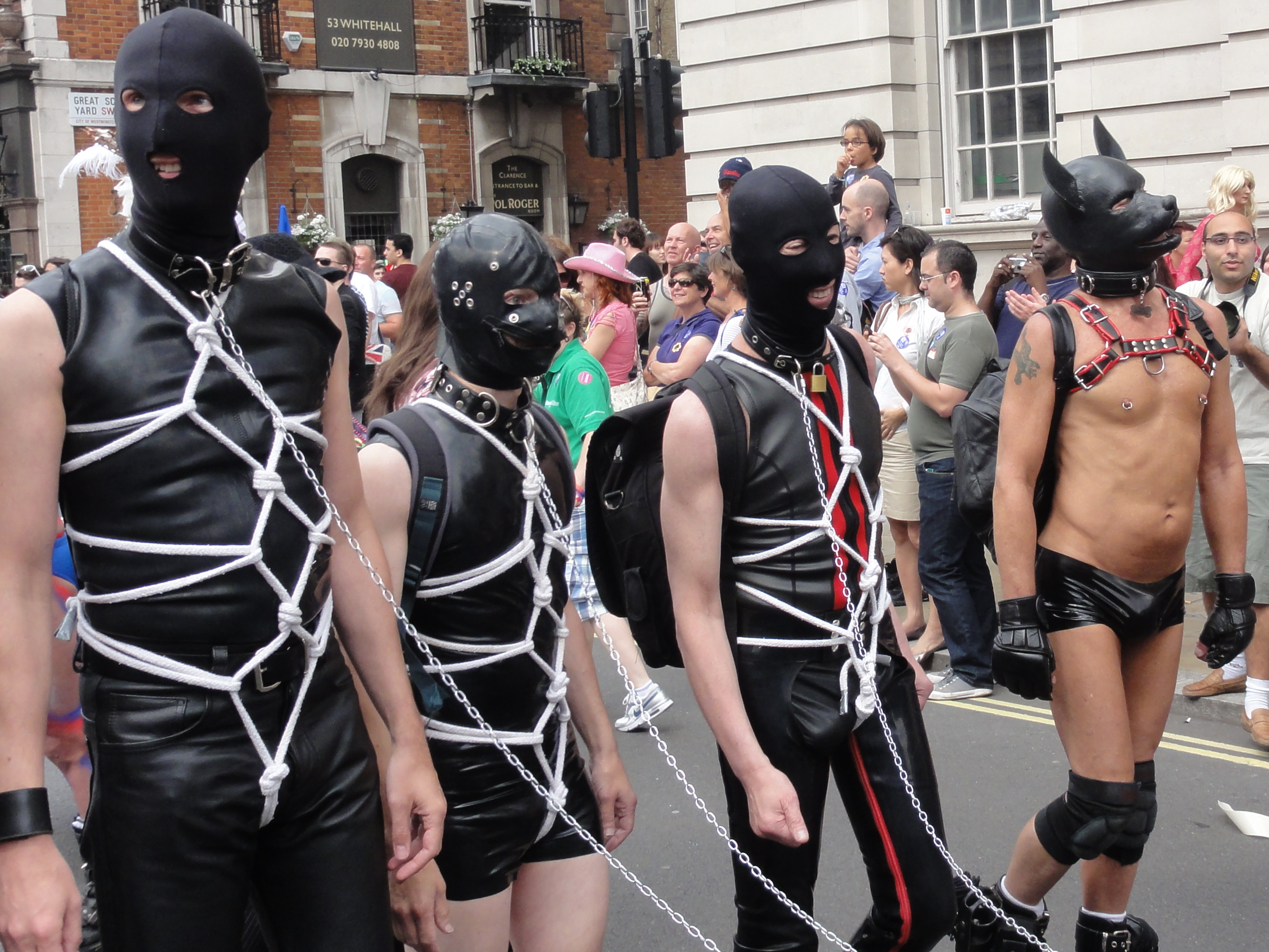
مردانی با لباسهای پلاستیکی و لوازم مخصوص در رژهٔ ۲۰۱۱ لندن

تمایلات یادگارخواهانه نسبت به لباسهای پلاستیکی گاهی منحصر به لباس پوشیدن در لباسی با جنسی خاص می‌شود. نگاه کردن به شریک/شرکای جنسی در حالی که این لباسها را به تن کرده‌اند، یا فانتزی‌هایی از افرادی که لباسهای سخت و پلاستیکی می‌پوشند -مثل غواصان، کارگران و کارمندانی که در محیطی صنعتی لباس محافظت‌کننده می‌پوشند- می‌تواند در برانگیختگی افراد مؤثر باشد. بعضی از افراد، در تفکرات خود زنانِ سروری را تصور می‌کنند در حالیکه لباسهای پلاستیکی پوشیده‌اند.
بعضی از علاقه‌مندان به پوشاک پلاستیکی با پوشیدن لباسی که به این جنس مزین شده‌است -مثل شنل ها- تحریک می‌شوند. از دیگر پوشاک مربوط با جنس پلاستیک می‌توان به لباسهای شنا، ماسک گاز، لباسهای کار با مواد خطرناک، لباس بارانی، روکفشی، چکمه‌های لاستیکی، شلوارهای پلاستیکی و پوشک بچه اشاره کرد. افرادی که به پوشاک پلاستیکی گرایش بیشتری دارند، تلاش می‌کنند تا تمام لباسهایی که در روزمره استفاده می‌کنند را با این پوشاک همراه کنند.
به دلایل بهداشتی بسیاری از اسباب‌بازی‌های جنسی مانند کیر مصنوعی یا درپوش مقعد از پلاستیک یا مواد مشابه ساخته شده‌اند؛ این همچنین عاملی در تمایل یادگارخواهانه به پوشاک پلاستیکی است. بعضی از افراد که با چنین پوشاکی تحریک می‌شوند، همچنین تمایل یادگارخواهی به وسایل پزشکی دارند یا علاقه‌مند به klismaphilia هستند. گفتنی است که دستکش‌های پزشکی و کاتترها مانند کاندوم‌ها از جنس لاستیک ساخته شده‌اند.

## فتیش در پوشاک پلاستیکی و مد

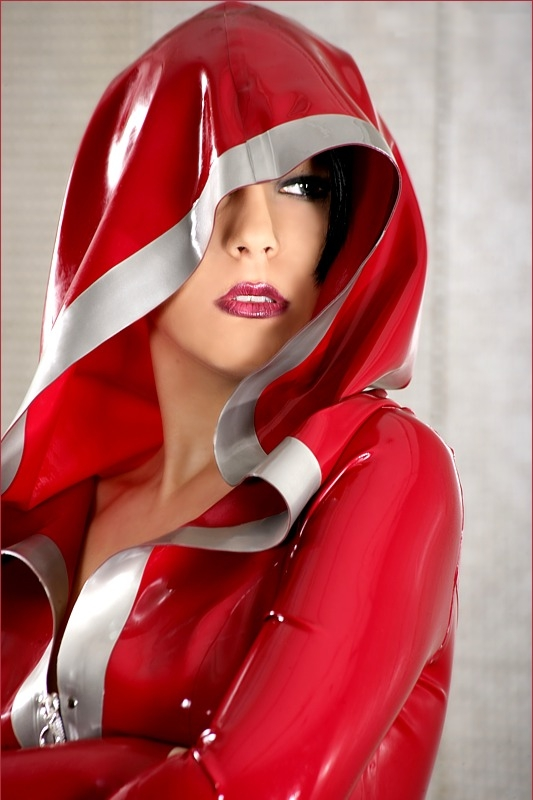
لباس قرمز لاتکس

امروزه یک صنعت برای تولید پوشاک خاص پلاستیکی و مواد مشابه برای علاقه‌مندان وجود دارد.
بسیاری از لباسهای پلاستیکی یا لاستیکی در وبسایت‌هایی مثل eBay موجود هستند. در سالهای اخیر نیز پوشاکی که از پی‌وی‌سی ساخته شده‌اند -شامل ژاکت، لباس و شلوار- در مد جوانان رایج شده‌است. همان‌طور که در دنیای مد، بازگشت دوباره به مدهای قدیم وجود دارد، به نظر می‌رسد که لباسهای پلاستیکی و مواد مشابه آن، در جریان اصلی مدهای خیابانی نمایان خواهند شد. همچنین این پوشاک به‌طور مداوم در اجتماعات یادگارخواهی حضور دارند.
بین مجلات بی‌شمار تخصصی در زمینهٔ پوشاک پلاستیکی می‌توان به مجلات AtomAg , Dressing for Pleasure, Marquis, "O»، Shiny International و Skin Two اشاره کرد. وینیل و آهن دو مادهٔ براق دیگر هستند که برای پوشاکی از لباسهای عادی خیابانی (لباسهای بارانی) تا لباسهای کار با مواد خطرناک و دیگر انواع لباسهای صنعتی محافظت‌کننده استفاده شده‌اند. همانند یادگارخواهی نسبت به لباسهای لاستیکی، دو مورد نامبرده نیز در دههٔ ۱۹۶۰ و اوایل ۱۹۷۰ بیشتر برجسته شدند. در طی این دوران، افراد پوشاک و پوتینهایی که از پی‌وی‌سی و وینیل ساخته شدند را در مکانهای عمومی استفاده کردند. از بین رسانه‌هایی که به این مورد از یادگارخواهی پرداختند، برنامهٔ تلویزیونی بریتانیایی The Avengers آشکارترین‌شان بود.
کم‌کم بسیاری از تولیدی‌های زیرزمینی خانگی در عرصهٔ یادگارخواهی به پا خاستند، مجلاتی مثل Shiny, Shiny's International, Rubberist, Dressing for Pleasure، (هر دوی این تولیدی‌ها بعداً در هم ادغام شدند) را منتشر کردند و باعث شدند نویسندگان یادگار خواهی در زمینهٔ پلاستیک مثل Helen Henley و دیگرانی چون او برجسته شوند.
طراحانی مثل Jean Paul Gaultier, Yves Saint Laurent, Pierre Cardin و André Courrèges از پی‌وی‌سی در مجموعه‌های خود استفاده کردند.
گفتنی است که از سال ۲۰۱۰ پی‌وی‌سی هدف مد نه فقط در مورد زنان بلکه در حوزهٔ مردان نیز بوده‌است.

## در رسانه‌ها
- در اسکوبی-دو ۲، Velma یک لباس پی‌وی‌سی نارنجی می‌پوشد تا جذابتر به نظر برسد، در حالیکه در آن لباس راحت نیست.[۹]
- در بتمن (مجموعه‌فیلم)، لباس بتمن پلاستیکی است، در بازگشت بتمن زن گربه‌ای یک لباس پلاستیکی به تن می‌کند.[۱۰]
- آثار هنری Allen Jones به طرز قوی تحت‌تاثیر تصورات یادگارخواهی پلاستیک و بی‌دی‌اس‌ام بوده‌است.[۱۱]
- در صحنه‌ای از فیلم دو تا برای جاده (فیلم) بازیگر زن آدری هپبورن، با لباس براق و سیاه پی‌وی‌سی -طراحی شده توسط Michele Rosier- ظاهر می‌شود.[۱۲]
- در یک قسمت از کمدی موقعیت تلویزیونی آمریکایی The Nanny، شخصیت فرن درشر یک لباس قرمز پی‌وی‌سی پوشیده‌است.[۱۳]
- در موزیک ویدئوی جیغ/کودکی سال ۱۹۹۵، مایکل جکسون و خواهرش جنت جکسون، شلوارهای مشکی پی‌وی‌سی پوشیده‌اند.[۱۴]
- در تلویزیون و رادیوی انگلیسی، Zoë Ball یک شلوار مشکی پی‌وی‌سی (در برنامهٔ تلویزیونی انگلیسی Shooting Stars) به تن دارد.[۱۵]
- در یکی از قسمت‌های سریال تلویزیونی آمریکایی اسمالویل، بازیگر زن اریکا دورنس، با لباس پی‌وی‌سی ظاهر می‌شود.[۱۶]
- در ۲۰۰۷، خوانندهٔ برزیلی Ivete Sangalo، در نمایش Multishow ao Vivo: Ivete no Maracanã لباس مشکی پی‌وی‌سی پوشید.[۱۷]

در سالهای اخیر، لباسهای لاستیکی و پی‌وی‌سی در رسانه‌ها نمایان شده‌اند؛ در سریالهای تلویزیونی مثل آلیاس، در موزیک ویدئوی ستارگان پاپ مثل بریتنی اسپیرز، لیدی گاگا تالیا (خواننده) و البته در مدهای رایج.